# Karin Boquist
Karin Boquist, född 12 december 1918 i Norrköpings Sankt Olai församling, Norrköping, död 11 juni 1985 i Boo församling, Nacka, var en svensk konstnär.
Boquist studerade vid Berghs målarskola och Isaac Grünewalds målarskolor i Stockholm. Separat ställde hon bland annat ut i Stockholm och dåvarande Västtyskland och hon medverkade i ett flertal grupp- och samlingsutställningar. Hennes konst som är i en naivistisk impressionistisk stil består av landskap och gammal kulturbebyggelse, personer, ständer och båtar. Hon blev Nacka kommuns kulturstipendiat 1973. Boquist är representerad vid Norrköpings konstmuseum, Statens konstråd, Sveriges allmänna konstförening, statliga och kommunala myndigheter samt på ett flertal platser i Nacka kommun.